# ジェイアールバス東北仙台支店

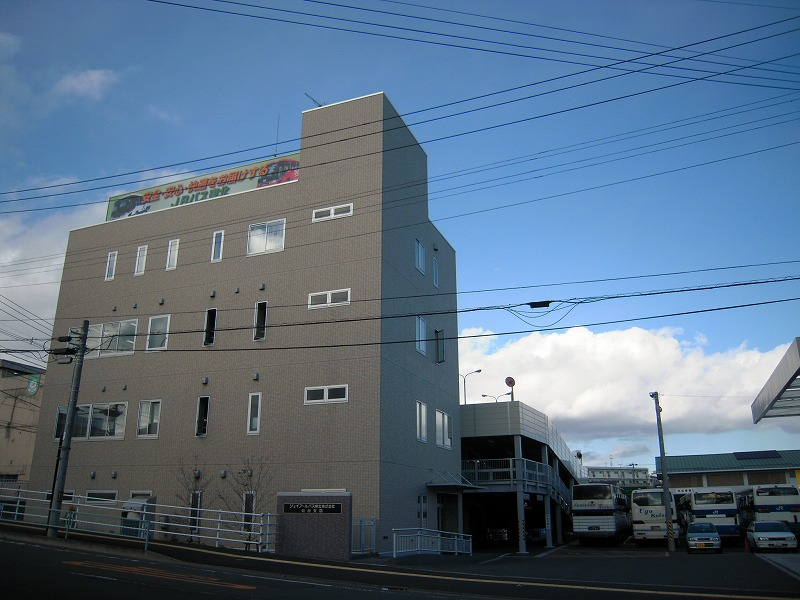
ジェイアールバス東北仙台支店

ジェイアールバス東北仙台支店（ジェイアールバスとうほくせんだいしてん）は、宮城県仙台市宮城野区にあるジェイアールバス東北の営業所である。

## 所在地
〒983-0045 宮城県仙台市宮城野区宮城野二丁目2番36号
※楽天モバイルパーク宮城（宮城球場）に隣接する。プロ野球公式戦開催日には、仙台行の一部路線（仙台駅→支店までの回送便を営業便化）が球場前まで乗り入れる（降車停留所は支店構内でなく、周辺の公道上となる）。

### 管轄下事業所
- 仙台駅東口バス案内所…仙台駅東口バス停72番ポール後方
- 白沢事業所…仙台市交通局白沢出張所内
- 七北田事業所…仙台市交通局七北田出張所内
- 新庄支所…山交バス新庄営業所内。陸羽西線長期運休に伴う代行バスの拠点として期間限定の開設。

## 沿革
- 1946年（昭和21年）11月3日 - 仙台自動車区開設。
- 1950年（昭和25年）4月1日 - 仙台自動車営業所に改称。
- 1987年（昭和62年）4月1日 - 国鉄分割民営化に伴い、東日本旅客鉄道東北自動車部仙台自動車営業所に改称。
- 1988年（昭和63年）4月1日 - バス部門分割子会社化により、ジェイアールバス東北仙台営業所に改称。
- 1990年（平成2年）2月20日 - 支店制度開始により仙台支店に改称。
- 2011年（平成23年）4月12日 - JR常磐線列車代行バス（亘理駅 - 相馬駅間）の運行を開始（運行は2016年12月9日まで）。
- 2020年（令和2年）
  - 7月17日 - 定期観光バス「仙台お散歩号」、「松島お散歩号」の2階建てバス（エアロキング）での運行を開始。車両はジェイアールバス関東東京支店から借用。
  - 10月1日 - 古川営業所を統合し、仙台古川線とドリーム古川仙台・東京号が当支店所管に変更。
- 2021年（令和3年）3月1日 - 秋田支店を統合（運転士は仙台支店所属の秋田在勤としてそのまま配置）。

## 所管路線

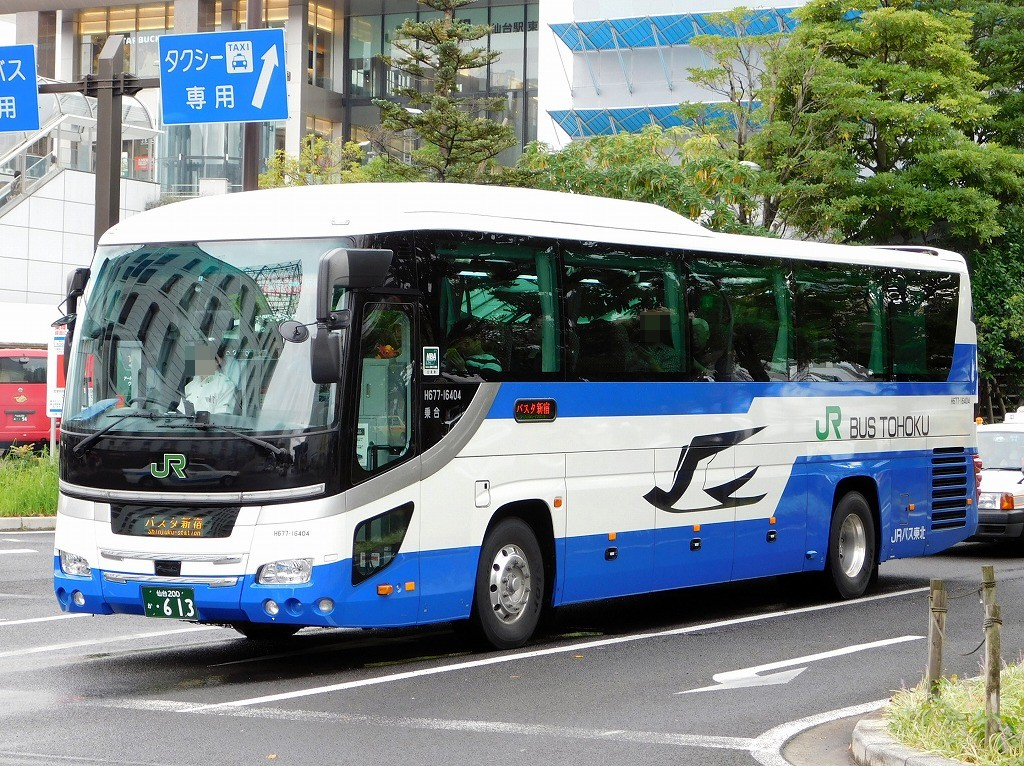
仙台 - 首都圏線に運用される仙台支店所属車両

- キャッスル号（JRバス東北担当便は運休中／車両のみ。乗務員は盛岡支店・青森支店担当）
- WEライナー
- 仙秋号（秋田在勤の乗務員が担当）
- グリーンライナー号
- 仙台 - 首都圏線
  - 仙台・羽田号
  - 仙台・新宿号、ドリーム仙台・大宮／新宿号、ドリーム仙台・新宿／横浜号
  - 仙台・東京号、ドリーム仙台・東京／成田号
- ドリーム山形・新宿号（ドリームさくらんぼ号）
- ドリーム山形・東京号
- 仙台 - 会津若松線
- 仙台 - いわき線
- ドリーム秋田・東京号（車両および仙台以南の乗務員を仙台支店、仙台以北の乗務員を秋田在勤で担当）
- 仙台 - 米沢線（車両のみ。乗務員は福島支店担当）
- 仙台 - 古川線（一部便の乗務員は盛岡・青森支店および秋田在勤が担当）
- 百万石ドリーム政宗号

定期観光バス
- 仙台お散歩号
- 松島お散歩号
- 絶景の蔵王御釜とキツネ村号

### 過去の運行路線
- 古川線（仙台 - 古川／一般道経由急行便）
  - 宮城交通との共同運行。JRバス撤退後に各停化、ミヤコーバス移管後に廃止。
- 仙台南線（仙台 - 磐城角田 - 磐城大内）
  - 仙台 - 磐城角田は廃止。磐城角田 - 磐城大内は宮交仙南バス（現ミヤコーバス）移管後、丸森町住民バス（山正タクシー委託路線）に再移管。
- 仙台 - 福島線（一部便のみ）
  - 現在は福島支店に担当を移管。
- 仙台 - 郡山線（一部便のみ）
  - 現在は他の共同運行事業者（福島交通、宮城交通）が運行を継続。
- 仙台・大館号（車両のみ。乗務員は盛岡支店担当）
  - 現在は共同運行事業者（秋北バス）が運行を継続。
- けんじライナー
  - 現在は共同運行事業者（岩手県交通）が運行を継続。
- うみねこ号（車両のみ。乗務員は二戸営業所担当）
  - 現在は共同運行事業者（南部バス<岩手県北自動車南部支社>と十和田観光電鉄）にて運行継続。
- ラ・フォーレ号→ドリーム青森／盛岡・東京号
  - 2017年夏までは全区間の乗務員を担当（仙台宮城IC乗継ぎ）。以降は青森 - 仙台の乗務員を青森支店に移管し、仙台 - 東京のみ担当。
  - 2021年夏に仙台 - 東京の乗務員を盛岡支店へ移管し[1]、仙台支店の担当がなくなる。
- 仙台 - 江刺線（車両のみ。乗務員は盛岡支店担当）。
  - 2024年3月31日をもって廃止。

#### ジェイアールバス関東車両運転業務受託路線
- ラ・フォーレ号：仙台宮城IC - 青森駅間
- ドリーム八戸・十和田 (シリウス) 号：仙台宮城IC - 八戸ラピアバスターミナル間

※共にJRバス関東の撤退により、2009年7月31日の運行便をもって受託を終了。